# Arethusa
För asteroiden, se 95 Arethusa.

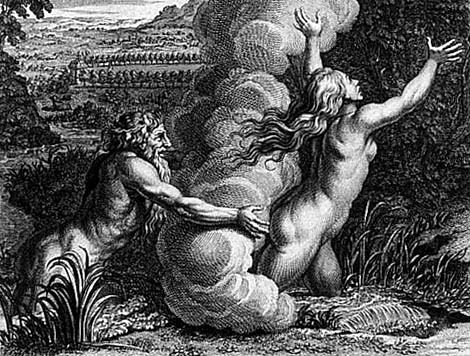
Alfeios och Arethusa. Gravyr av Bernard Picart.

Arethusa var en källnymf i grekisk mytologi som förföljdes av flodguden Alfeios och förvandlades till en källa av gudinnan Artemis. 
Kulten kring Arethusa var knuten till en källa på ön Ortygia utanför Sicilien, det som idag utgör staden Syrakusas äldre delar. Under antiken troddes källan ha en underjordisk förbindelse med floden Alfeios på Peloponnesos i Grekland.